# Parafia Wszystkich Świętych w Kórniku
Parafia Wszystkich Świętych w Kórniku – rzymskokatolicka parafia w Kórniku, należy do dekanatu kórnickiego. Powstała w XV wieku. Obecny kościół parafialny, gotycki, trzynawowy, halowy z fundacji Górków z 1437 roku. Mieści się przy ulicy Średzkiej.

## Historia
Parafia obejmuje wiernych z: Pierzchna, Borówiec, Celestynowoa, Dziećmierowa, Kromolic, Mościenicy, Runowa, Skrzynek, Szczodrzykowa, Trzebisławek i Kórnika.

## Proboszczowie
- Ks. Mieczysław Matuszek 1928–1942
- Ks. Edmund Majkowski 1945–1951
- Ks. Marian Szczerkowski 1951–1968[3]
- Ks. Ignacy Neumann 1968–1982[3]
- Ks.Tadeusz Jabłoński 1982–1995 (Kanclerz Kurii Metropolitalnej w Poznaniu)[3]
- Ks. Kanonik Jerzy Kędzierski (1995–2010)[4]
- Ks. Eugeniusz Leosz 2010–2014
- Ks. Grzegorz Zbączyniak od 2014